# Virginijus Šeškus
Virginijus Šeškus (Prienai, 8 febbraio 1967) è un allenatore di pallacanestro lituano.
È il padre di Domantas Šeškus.

## Palmarès
- Coppa di Lituania: 2

Prienai: 2013, 2014
- Lega Baltica: 1

Prienai: 2016-17